# Roger Van der Goten
Roger Van der Goten (Mechelen, 24 november 1943 - Bonheiden, 12 maart 2016) was een Belgisch volleyballer.

## Levensloop
Van der Goten was hij actief bij het Belgisch volleybalteam, waarmee hij onder meer deelnam aan de Olympische Zomerspelen van 1968.